# Алдо Кампатели
Алдо Кампатели (на италиански: Aldo Campatelli) е бивш италиански футболист (полузащитник) и треньор.

## Кариера
Дебютира в Серия А на 22 ноември 1936 г. с отбора на Амброзиана-Интер, където прекарва и по-голямата част от футболната си кариера. Първоначалмно играе изтеглен напред, но непримиримия му характер го кара да се връща и назад към центъра. Стилът му на игра го превръща в неизменен титуляр в Амброзиана, където изиграва 297 мача и отбелязва 39 гола, печели две Скудети и една Копа Италия. Само на 20-годишна възраст получава повиквателна за националния отбор на Италия. Със синята фланелка изиграва 7 мача. Участник в световното първенство в Бразилия през 1950 г. През 1950 г. напуска „Интер“ и преминава във ФК Болоня до 1953 г., когато приключва кариерата си на футболист.
Като треньор не постига особени успехи. На 2 пъти застава начело на „Интер“, но не постига нужните резултати.

## Отличия
- Шампион на Италия: 2

Интер: 1937/38, 1939/40
- Копа Италия: 1

Интер: 1938/39
| Капитани на ФК Интер | Капитани на ФК Интер     | Капитани на ФК Интер |
| -------------------- | ------------------------ | -------------------- |
| Предшественик        | Период                   | Наследник            |
| Атилио Демария       | Алдо Кампатели 1943-1950 | Атилио Джованини     |